# AVNアダルト・エンターテインメント・エキスポ
AVNアダルト・エンターテインメント・エキスポ（AEE）は、毎年1月にネバダ州ラスベガスで開催されるAVN誌主催の成人向けエンターテインメント・コンベンションおよび展示会。AEEは、米国最大のポルノ業界の展示会である。2007年のAVNExpoには、355の出展企業を含む30,000人以上の参加者が集まった。

## 概要
AEEは、業界関係者のみのイベントと、サインや写真撮影、記念品を求めるファンのためのオープンアワーが混在する4日間のショーから構成される。最初の2日間は「トレードオンリー」（アダルト業界関係者のみが入場可能）で、残りの期間はファンのためのオープンアワーとなっている。 AEEの大きな特徴の1つは、ほとんどのメジャーなアダルトエンターテインメントスターが登場することである。ショーのクロージングナイトには、AVNアワードが発表される。2018年のショーは1月24～27日に開催された。

## 沿革

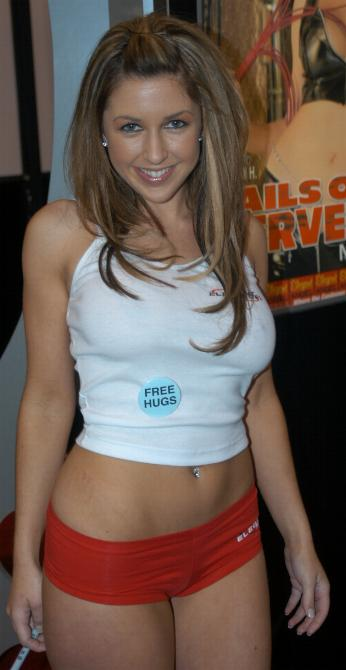
AVNアワード2005アダルト・エンターテインメント・エキスポに参加したイザベラ・ソプラノ

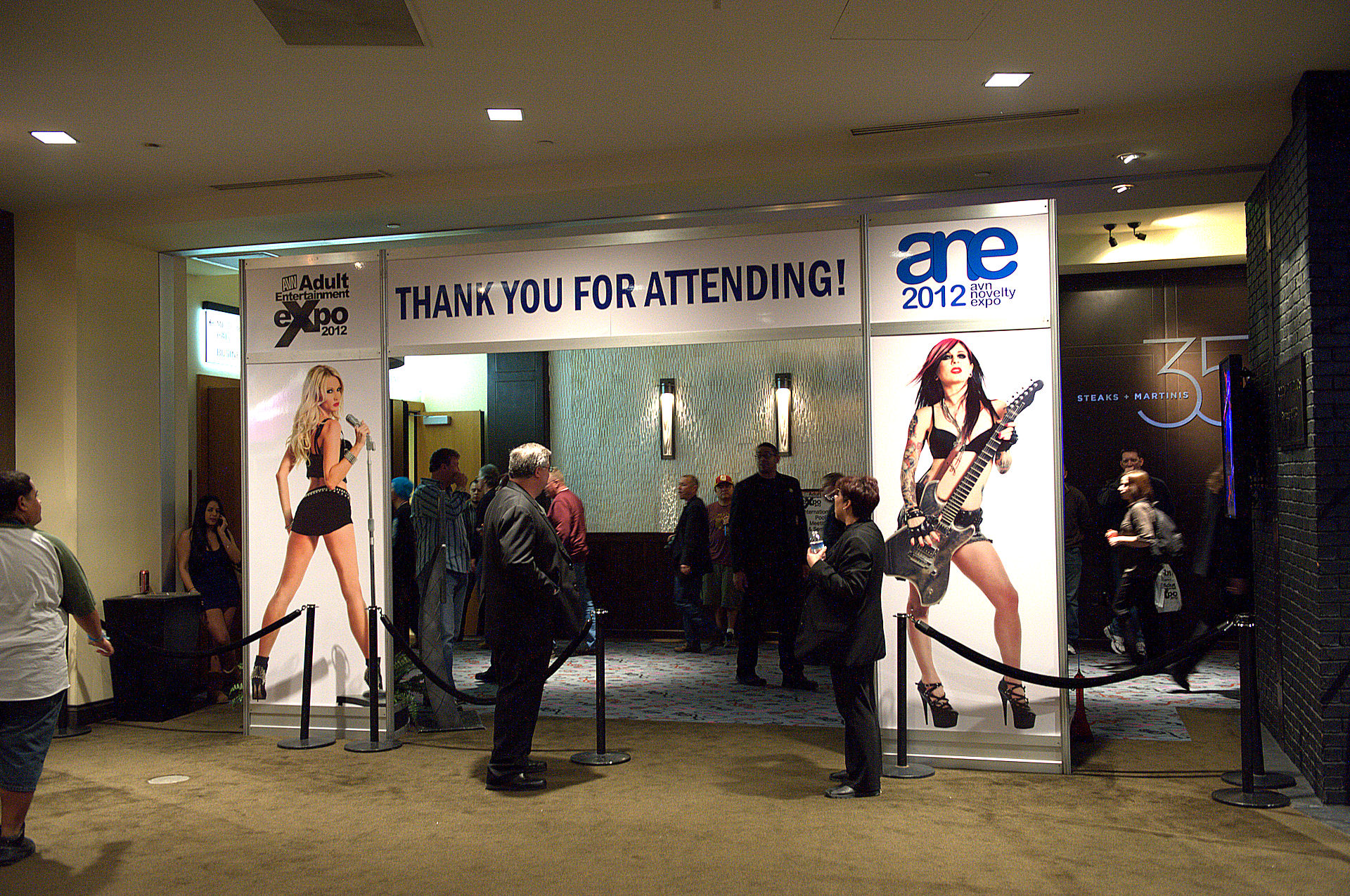
第29回AVNアワードAEE2012 Expo

AEEは2012年まで、サンズ・エキスポ＆コンベンション・センターでCES（コンシューマー・エレクトロニクス・ショー）と同時開催されていた。2012年のAEEは、出展者が旅費を最小限に抑え、ネットワーキングの機会を最大限に活用できるように 、2012年CESの1週間後の1月18日から21日にかけて、ラスベガスのハードロックホテル＆カジノで開催された。
2013年、第15回AEEが再びラスベガスのハードロックホテル・アンド・カジノで開催され、2014年のAEEは、2015年AEEと同様にラスベガスのハードロックホテル＆カジノで1月15〜18日に開催された。

## 取材
AEEとアワードは、Premiere誌に掲載されたデヴィッド・フォスター・ウォレスの記事「Neither Adult nor Entertainment」のテーマであり、後に彼のエッセイ集『Consider the Lobster』の最初のエッセイである「Big Red Son」として加筆・編集され、再版された。
2003年のAEEは、2004年に公開された映画『ガール・ネクスト・ドア』の製作の一環として撮影された。

## 参照
- AVNアワード
  - 年間最優秀MILF女優賞 (AVN)
- GayVNアワード（英語版）